# Xenographia omorhusia
Xenographia omorhusia là một loài bướm đêm trong họ Geometridae.